# 西条満 (振付師)
西条 満（さいじょう みつる、1938年〈昭和13年〉 - 2010年〈平成22年〉4月25日）は、日本の振付師。本名は岩崎 恒雄（いわさき つねお）。1970年代の歌謡界を代表する振付師として名高い。「みつる」が正式名称だが音読みで「まん」と呼ぶ向きもある。

## 経歴
1957年、大阪府江川バレエスクールに入学。1959年、振り付け師の山田卓に師事。その後、アイドルを中心に歌手の振付、コンサートなどでの振付、ステージングを担当。テレビ番組でも、TBS『トップミュージック』やNHK『NHK紅白歌合戦』『レッツゴーヤング』などの音楽番組の振り付けを担当した。山口百恵の引退コンサートの振り付けも担当し、最後にステージ上にマイクを置くという伝説のシーンは、西条満の発案による演出であった。
1980年代に入ると、フジテレビ『夜のヒットスタジオ』では、専属振り付け師として、番組全体の演出もサポートし、自らのプロデュースによる番組オリジナルダンサーDeeDeeを誕生させ、スクールメイツとともに番組に出演させた。1981年、株式会社ダンシング・オフィス西条を設立。渡辺プロダクション、ジャニーズ事務所、バーニングプロダクションの所属タレントの振り付けを専属で担当していた。またスクールメイツの講師でもあった。
弟子に三浦亨、菊地ヒロユキがいる。
ダーツの腕前もプロ級で、渋谷と原宿にダーツBARを出店していた。
大磯ロングビーチで行われていた番組フジテレビ「オールスター紅白水泳大会」「オールスター寒中水泳大会」では、プログラム競泳のときにスターター役を務め、MCから紹介されていた。

## 主な振付作品
- フォーリーブスの一連の楽曲 ※「ブルドッグ」の振り付けは土居甫。
- 初期の郷ひろみの楽曲
  - 郷ひろみ・樹木希林「お化けのロック」[6]
- 初期の山口百恵の楽曲
- 麻丘めぐみの一連の楽曲。「芽ばえ」「わたしの彼は左きき」他[7]。
- キャンディーズの一連の楽曲[8] ※「年下の男の子」のみ三浦亨。
- 太川陽介「Lui-Lui」[9]
- 「デンセンマンの電線音頭」 ※ただし、お笑い系の振り付けが苦手だった西条はアイデアが全く出ず、ほとんどの振りは伊東四朗が考案したものである[10]。
- 初期の田原俊彦の楽曲。「哀愁でいと」[11]「ハッとして!Good」[12]
- おニャン子クラブ「セーラー服を脱がさないで」[13]「およしになってねTEACHER」「じゃあね」などの一連[14]。

## 主な振付担当番組
- 夜のヒットスタジオ（フジテレビ）
- オールスター紅白水泳大会 オールスター寒中水泳大会（フジテレビ）
- ビッグベストテン（フジテレビ）
- FNS歌謡祭（フジテレビ）
- ドリフ大爆笑（フジテレビ）
- 世界紅白歌合戦（フジテレビ、1985年 - 1986年）
- ザ・サンデー -THE SUNDAY-（フジテレビ）
- NHK紅白歌合戦（NHK総合）
- レッツゴーヤング（NHK総合）
- ヤングスタジオ101（NHK総合）
- 思い出のメロディー（NHK総合）
- ふたりのビッグショー（NHK総合）
- BS日本のうた（NHK BSプレミアム）
- NHK歌謡コンサート（NHK総合）
- 日曜はダメ!!（日本テレビ）
- アイドル共和国（テレビ朝日）
- 郷ひろみの宴ターテイメント（テレビ朝日）

## 主な振付担当CM
- グリコ（アーモンドチョコレート）「田原俊彦・松田聖子、編」「小泉今日子・渡辺徹、編」
- ハウス食品（ロッカッキー）「近藤真彦、他[15]」

## 主なコンサート・舞台
- 山口百恵
- 岩崎宏美
- 郷ひろみ
- 西城秀樹
- 野口五郎
- キャンディーズ
- 榊原郁恵
- 河合奈保子
- 田原俊彦
- 小泉今日子
- 松本伊代
- 南野陽子
- 近藤真彦
- シブがき隊
- 光GENJI
- おニャン子クラブ
- 都はるみ「都はるみin新宿コマ'84」他

他